# 太宁 (东晋)
太宁（323年三月-326年正月）是东晋皇帝晉明帝司馬紹的年号，共计4年。
太宁三年闰八月晋成帝即位沿用。太宁四年二月改元咸和元年。

## 纪年
| 太宁 | 元年  | 二年  | 三年  | 四年  |
| ---- | ----- | ----- | ----- | ----- |
| 公元 | 323年 | 324年 | 325年 | 326年 |
| 干支 | 癸未  | 甲申  | 乙酉  | 丙戌  |

## 参看
- 中国年号索引
- 其他时期使用太宁的年号
- 同一时期存在的其他政权的年号
  - 玉衡（311年-334年）：成汉政权李雄的年号
  - 光初（318年十月-329年八月）：前赵政权刘曜的年号
  - 建兴：前凉政权年号
  - 永昌：慕容部继续沿用的西晋之前年号，至少用到324年